# Pseudozygomma nigrocorporea
Pseudozygomma nigrocorporea är en tvåvingeart som beskrevs av Werner Mohrig 1996. Pseudozygomma nigrocorporea ingår i släktet Pseudozygomma och familjen sorgmyggor. Inga underarter finns listade i Catalogue of Life.